# Сирандаро-де-лос-Чавес
Сира́ндаро-де-лос-Ча́вес (исп. Zirándaro de los Chávez) — город в Мексике, административный центр муниципалитета Сирандаро в штате Герреро. Население 3254 человека (на 2010 год).

## История
Согласно «Хронике Огненной Земли», Сирандаро был основан в 1524 году капитаном Антонио де Карбахалем, прибывшем на место будущего поселения с небольшим отрядом.